# Fiodor Rostopczyn

Hrabiowski, genealogiczny herb Kur Fiodora Rostopczyna

Fiodor Wasiljewicz Rostopczyn (ros. Фёдор Васи́льевич Ростопчи́н, ur. 23 marca 1763 w obwodzie orłowskim, zm. 30 stycznia 1826 w Moskwie) – rosyjski polityk, wicekanclerz Rosji w latach 1799–1801. W 1799 uzyskał tytuł hrabiowski wraz z nadaniem odmiany herbu Kur.
W 1801 popadł w niełaskę, ponieważ krytykował pokój z Napoleonem. W 1810 wrócił do łask, w latach 1812–1814 był generał-gubernatorem Moskwy. Przeprowadził ewakuację miasta przed zajęciem go przez wojska Napoleona. Według niektórych źródeł zorganizował i wydawał rozkazy podpalenia Moskwy.

## Życiorys
Wykształcenie podstawowe otrzymał w domu. Jako młodzieniec wstąpił do służby w pułku preobrażeńskim. W 1782 uzyskał stopień podporucznika. W latach 1786–1788 odbył podróże do Niemiec, Wielkiej Brytanii i Holandii. Uczęszczał na wykłady na uniwersytecie w Lipsku. W 1792 opuścił służbę wojskową. W latach 1798–1801 pracował w Kolegium Spraw Zagranicznych na rozmaitych stanowiskach, zmieniających się w wyniku intryg pałacowych i walk frakcyjnych.
Kiedy został zdymisjonowany, zajął się twórczością literacką. Swoje przemyślenia zawarł w broszurze Mysli wsłuch na Krasnom krylce (1807).

## Generał-gubernator Moskwy
W latach 1812–1814 sprawował funkcję dowódcy i gubernatora generalnego Moskwy, oraz generała piechoty. Podczas wojny z Napoleonem Rostopczyn zorganizował ewakuację ludności Moskwy. Jemu też przypisuje się inicjatywę oraz kierowanie akcją spalenia Moskwy.
Po wycofaniu się wojsk francuskich z Moskwy, jako gubernator generalny organizował odbudowę miasta. Stopniowa odbudowa miasta, odbywała się pod kierownictwem Rostopczyna i zgodnie z zatwierdzonym przezeń planem odbudowy.
Na skutek narastającej niechęci do jego osoby, szczególnie ze strony samych moskwian, obwiniających go o utratę domów podczas pożaru, został w 1814 odwołany ze stanowiska gubernatora generalnego Moskwy i wysłany na kongres wiedeński.

### Za granicą
Celem poprawy stanu zdrowia, Rastopczyn wyjechał za granicę, gdzie spotkał się z entuzjastycznym przyjęciem. W Europie był witany jako bohater – człowiek, który pokonał Napoleona, został przyjęty przez króla Prus i króla Anglii. Otoczony sławą, hrabia wrócił do Rosji dopiero pod koniec 1823, gdzie zmarł 30 stycznia 1826.

## Rodzina
Miał żonę Katarzynę Protasową (1776–1859), dawną damę dworu Katarzyna II, i ośmioro dzieci, w tym Natalię, żona gubernatora Krymu Dmitrija Naryszkina oraz Zofię, która wyszła za mąż we Francji i jako Zofia de Segur (franc. Comtesse de Segur) była znana jako pisarka dla dzieci. Żona w na początku lat 20. XIX wieku potajemnie przeszła na katolicyzm.